# Amberg (Wisconsin)
Amberg è un comune degli Stati Uniti, situato in Wisconsin e in particolare nella Contea di Marinette.